# Історія божевілля в класичну епоху
«Божевілля і нерозуміння. Історія божевілля в класичну епоху» (фр. Folie et déraison. Histoire de la folie à l’âge classique Folie et déraison. Histoire de la folie à l'âge classique ) — книга Мішеля Фуко, вперше видана в 1961 році. Темою книги є історичний розгляд божевілля в його становленні, що здійснюється в нерозривному зв'язку з соціальним і науковим дискурсом епохи. Божевілля як об'єкт науки, згідно з Фуко, не передує психіатричному пізнанню, але виникає в тісному зв'язку з ним. У книзі розглянута історія відчуження божевілля, історія процесу його вигнання з суспільства; Фуко прагне розглянути, як саме відбувається відчуження. 
Фактично в книзі йде мова не тільки про історію божевілля в класичну епоху, вона присвячена набагато більш тривалому періоду: з кінця Середньовіччя до початку XIX століття — часу, коли божевілля набуває свій нинішній статус, статус психічного захворювання.

## Історія написання і публікації книги
Ця книга, по суті, була докторською дисертацією Фуко. Книгу Фуко писав головним чином під час свого перебування в Швеції і Польщі, де він працював викладачем, а також брав участь в діяльності французьких культурних центрів. 
Крім філософської освіти, у Фуко була також освіта в галузі психології і психопатології. Деякий час він працював в психіатричних лікарнях. Перед тим як в 1955 році відправитися до Швеції, Фуко попередньо домовився з видавництвом «Табль ронд». Про видання двох своїх майбутніх книг: передбачалося, що одна з них буде присвячена історії смерті, інша — історії божевілля. 

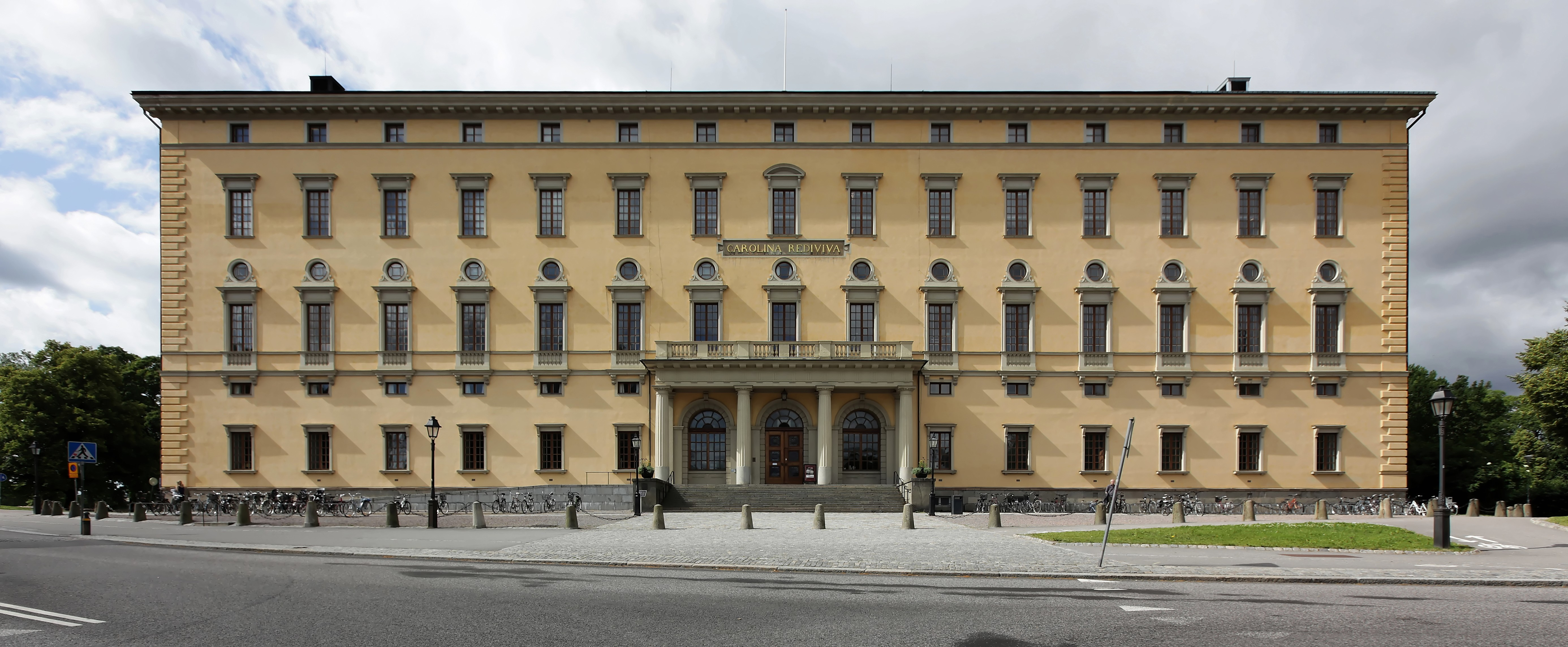
Кароліна Редівіва, головний будинок бібліотеки Уппсальского університету

Перебуваючи в місті Уппсала у Швеції, Фуко ознайомився із зібранням книг колекціонера Еріка Валлера, що знаходяться у великій уппсальскій бібліотеці Кароліна Редівіва. Цю колекцію Валлер збирав багато років і в 1950 році передав її в бібліотеку; колекція містила тисячі документів (листи, рукописи, рідкісні видання, чаклунські книги, велика кількість книг по історії медицини) і охоплювала чотири століття: з XVI до початку XX століття. Колекція виявилася вкрай необхідною для Фуко і його роботи над дисертацією. Кожен день з одинадцятої години ранку до третьої або четвертої години по обіді він сидів у бібліотеці, увечері продовжував писати під музику Баха або Моцарта. Фуко працював над чернетками, потім переписував їх у чистовик, після чого знову виправляв. 
На час від'їзду Фуко зі Швеції в 1958 році дисертація була майже готова: всі матеріали були зібрані, але слід було ще зайнятися редагуванням і доопрацюванням структури тексту. Спочатку Фуко припускав захистити свою дисертацію у Швеції, однак потім стало ясно, що надмірно консервативні шведські вчені не дадуть йому можливості це зробити. Зустрівшись з професором кафедри історії ідей і наук Уппсальского університету Стірном Ліндрот, який вивчав історію медицини та філософії епохи Відродження, Фуко запропонував йому прочитати фрагменти своєї роботи, але той, бувши переконаним оптимістом, вкрай безпристрасно відгукнувся про ці фрагменти. 
Під час перебування в Польщі, де Фуко жив з 1958 по 1959 рік, він завершив роботу над «Історією божевілля в класичну епоху». До цього моменту вона мала вигляд рукопису, що містить майже тисячу сторінок. Спочатку Фуко назвав свою книгу «L'Autre Tour de folie» («Інше божевілля» — назва, що перегукується з цитатою Паскаля «Люди неминуче настільки божевільні, що було б божевіллям впасти в інше божевілля — не бути божевільним», з якої починався перший варіант передмови до книги), але, оскільки варто було б подати свою роботу на здобуття докторського ступеня, Фуко вирішив дати їй більш академічну назву: «Folie et déraison. Histoire de la folie à l'âge classique». 
Згодом книга була опублікована у Франції, і в травні 1961 року Фуко захистив свою дисертацію. У залі, де відбувся захист, були присутні близько сотні людей, яких привабила незвичайна тема дисертації. Професор Сорбонни Анрі Гюйе, історик філософії, очолював спеціалізовану вчену раду, в якій також засідали Кангійем і професор кафедри психопатології в Сорбонні Даніель Лагаш. Крім «Історії божевілля в класичну епоху», Фуко захищав в той день також свою «другу дисертацію» (у Франції для отримання докторського ступеня необхідно надати два тексти: власну роботу і коментований переклад з іноземної мови) — переклад «Антропології з прагматичної точки зору» Канта, введення до неї та коментарі. 
У травні 1961 року «Історія божевілля в класичну епоху» вийшла тиражем 3000 екземплярів, в лютому 1964 року було надруковано ще 1200 примірників. Тоді ж з'явився і «кишеньковий» варіант книги, значно скорочений; саме завдяки цьому «кишеньковому» варіанту книга Фуко стала відома широкому загалу читачів, і протягом восьми років до виходу другого видання «Історії божевілля» переважно читали саме «кишенькову» версію.

## Зміст книги
Незважаючи на твердження, що божевілля розвивається в тісному зв'язку з дискурсом епохи, Фуко визнає існування психічних розладів як об'єктивної реальності, існуючої до виникнення будь-якого наукового дискурсу; проте він стверджує, що форми божевілля визначаються дискурсом, в рамках якого вони існують і який відрізняється від епохи до епохи. Нинішнє медичне уявлення про божевілля, підкреслює Фуко, визначається тим уявленням про божевілля, що склалося в класичну епоху. У книзі Фуко розглядається реакція класичного раціоналізму на божевілля. Фуко показує, що медичний дискурс про божевілля є продуктом практики ізоляції і що стан речей, за якого божевілля повністю узурпувала медицина, існував не завжди. Згідно з Фуко, приналежність божевілля до галузі психіатрії, психопатології — наслідок не самої сутності і природи божевілля, а тривалого розвитку культури і суспільства, і поняття «норми» і «нормальна людина» в психіатричному сенсі цього слова — лише мисленнєвий конструкт, сутність і місце якого стають зрозумілими тільки в контексті соціального і культурного розвитку. 
Предмет зацікавлення Фуко — не стільки божевілля як таке, скільки та соціальна реальність і ті особливості мислення різних епох, які можна осягнути завдяки вивченню божевілля. Розглядаючи божевілля і його відчуження, Фуко аналізує історію людства. Як правило, при вивченні історії, філософії та культури тієї чи іншої епохи дослідники описують те, що їй було властиво і які погляди панували; Фуко ж, навпаки, прагне вивчити не те, що притаманне тому чи іншому суспільству, системі мислення, культурі, а те, що відкидається і виключається: для кожної епохи характерне певне визначене ставлення до божевілля. «Історія божевілля в класичну епоху» — перша книга Фуко, присвячена дослідженню тоталітаризуючого дискурсу. 
В «Історії божевілля» Фуко показує, що така галузь знання, як психіатрія, і відповідний їй інститут — психіатрична лікарня — сформувалися відносно недавно, і чітко й обґрунтовано описує історичний розрив, який відділяє сформовану в XIX столітті психіатрію і її трактування психічних хвороб від попередніх їй уявлень і практик поводження з божевільними. Простежуючи в своїй книзі ті різкі зміни, які зазнавало уявлення про божевілля, Фуко підкреслює, що ці зміни були абсолютно випадковими і необґрунтованими, що не були обумовлені певною логікою розвитку або необхідністю. Одночасно з цими змінами в структурі знання виникали також зміни в структурі сили (ізоляція, лікування та ін.). 
На початку книги Фуко описує середньовічні лепрозорії і характеризує статус прокаженого в середньовічному суспільстві, як одночасно і вигнаного зі світу і церковної громади, але в той же час як такого, що своєю фігурою нагадує про Бога, так як його захворювання — ознака і божого гніву, і божої милості. У період з XIV по XVII ст. лепрозорії спорожніли, однак їх місце в суспільній свідомості (а часом навіть і в колишніх приміщеннях лепрозоріїв) в кінцевому рахунку зайняли бродяги, бідняки, злочинці, божевільні і венерично хворі. 
В епоху Середньовіччя і Відродження божевілля, як підкреслює Фуко, хоча і викликало страх, що часом доходив до жаху, і піддавалося вигнанню чи ув'язненню (багато міст Європи виганяли божевільних за свої межі, а в деяких містах, наприклад Нюрнберзі, їх навіть ув'язнювали; в інших містах безумців брали під опіку, а в ще одних намагалися лікувати та ін.), але не було предметом відчуження. Ставлення до нього — у всякому разі, таке, як воно проявлялося в ритуалах, в літературі, образотворчому мистецтві, філософії XIV-XVI століть, — характеризувалося цілісністю, віддільністю від християнських уявлень. Раціональне та ірраціональне, норма і патологія, «розумне» і «безумне» не були чітко розділені, між ними існував діалог; ірраціональне начало в культурі було джерелом натхнення, сферою поезії і фантазії, що була не тільки не чужою розуму, а й, можливо, виступала як його вищий прояв. 

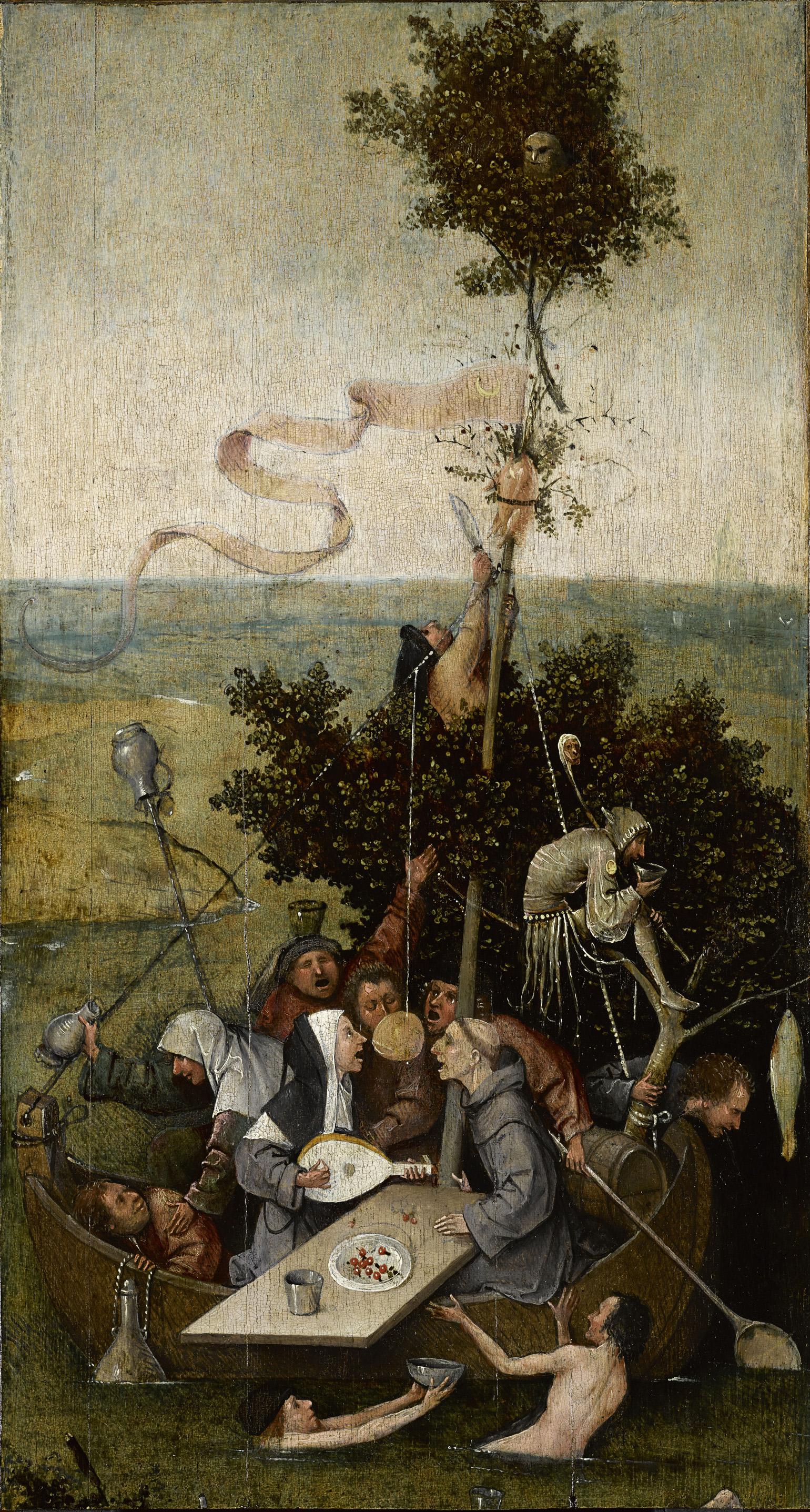
Картина Ієроніма Босха «Човен дурнів» (1495—1500)

Відчуження божевілля почалося зі знаменитих «човнів дурнів» в епоху Відродження — човнів, на яких божевільних відправляли у вигнання. Вода в даному випадку означає перехідний статус, прикордонне положення божевільних: рухлива стихія ізолює їх, може привести в будь-яке місце в світі і при цьому є «виворотом» світу. Божевілля в кінці Середньовіччя являє собою символ тривоги, що охопила все суспільство, так як втілює відчуття безглуздості світу, нікчемності людини, небуття. Смерть і божевілля стають в якійсь мірі рівноцінні, і наростання божевілля свідчить про наближення кінця світу. 
Божевілля в епоху Відродження, згідно Фуко, втілює собою, з одного боку, усвідомлення трагічності світу, символізуючи звіра, що знаходиться всередині людини і намагається вирватися на свободу, це божевілля грізне, що вселяє страх, що говорить про глибоку таємницю, яка пов'язана із силами зла і темряви, що вбирає в себе свідчення сили Сатани; з іншого боку — критичну свідомість людини. Ці два аспекти — трагічне, космічне сприйняття божевілля (І. Босх, А. Дюрер, Г. Маршан і ін.) і критично-глузливе його сприйняття (С. Брант, Еразм Роттердамський, М. Сервантес, У. Шекспір, М. Монтень і ін.) —домінують у свідомості європейців, переплітаються одне з одним і в той же час заперечують одне одного. Перший з цих аспектів відходить на задній план вже з XVI століття, поступаючись місцем критичній свідомості божевілля (яке, згідно з Фуко, означає початок кінця свободи психічних девіацій), проте трагічне світовідчуття, трагічний досвід божевілля часом проявляється і пізніше — наприклад, у пізнього Ніцше, у Ван Гога і А. Арто, у пізнього Фрейда (в його міфі про боротьбу лібідо і інстинкту смерті). 
У XVI столітті божевілля зазнало неоднозначної еволюції. З одного боку, воно являє собою поняття, що співвідноситься з розумом; божевілля і розум — це нерозривна пара, що знаходить підставу одне в одному і в той же час заперечує одне одного. Божевілля протиставлено істині, знання якої доступне лише Богу, і людський розум — лиш божевілля в порівнянні з мудрістю Бога, однак і Божественний Розум — Божевілля в порівнянні з нікчемним людським розумом. Тому «немає божевілля безвідносно до розуму», як і немає розуму безвідносно до божевілля. З іншого боку, божевілля — одна з форм розуму, і якщо людина заперечує своє нерозуміння, вона позбавлена можливості розумно використовувати свій розум; таким чином, існує «божевільне божевілля», що є запереченням божевілля розуму, і «мудре божевілля», що визнає божевілля розуму і завдяки цьому надійно захищене від божевілля. 
Якщо в епоху Відродження божевілля було частиною самого життя і складовою розуму, то в класичну епоху його долею стає мовчання; божевілля, по суті, виключається зі світу розуму і розумності. Як вважав Декарт, божевілля є оманою розуму, мислячий суб'єкт не може бути божевільним: присутність сумніву виключає божевілля, якщо людина сумнівається — отже не втратила свій розум і існує як res cogitans. В епоху Просвітництва виникає розрив, жорстке розділення між раціональним та ірраціональним, розумом і божевіллям; відтепер можливість їх єдності, діалогу, обміну виключена. 
У класичну епоху божевілля сприймається головним чином з етичної точки зору — як щось, що виявляється в спотворенні морального життя людини і його злої волі. Злочин і божевілля, згідно з уявленнями цієї епохи, нерозривно пов'язані одне з одним; божевілля — це монстр, людина в його тваринному аспекті, вона не сприймається як хвора. 

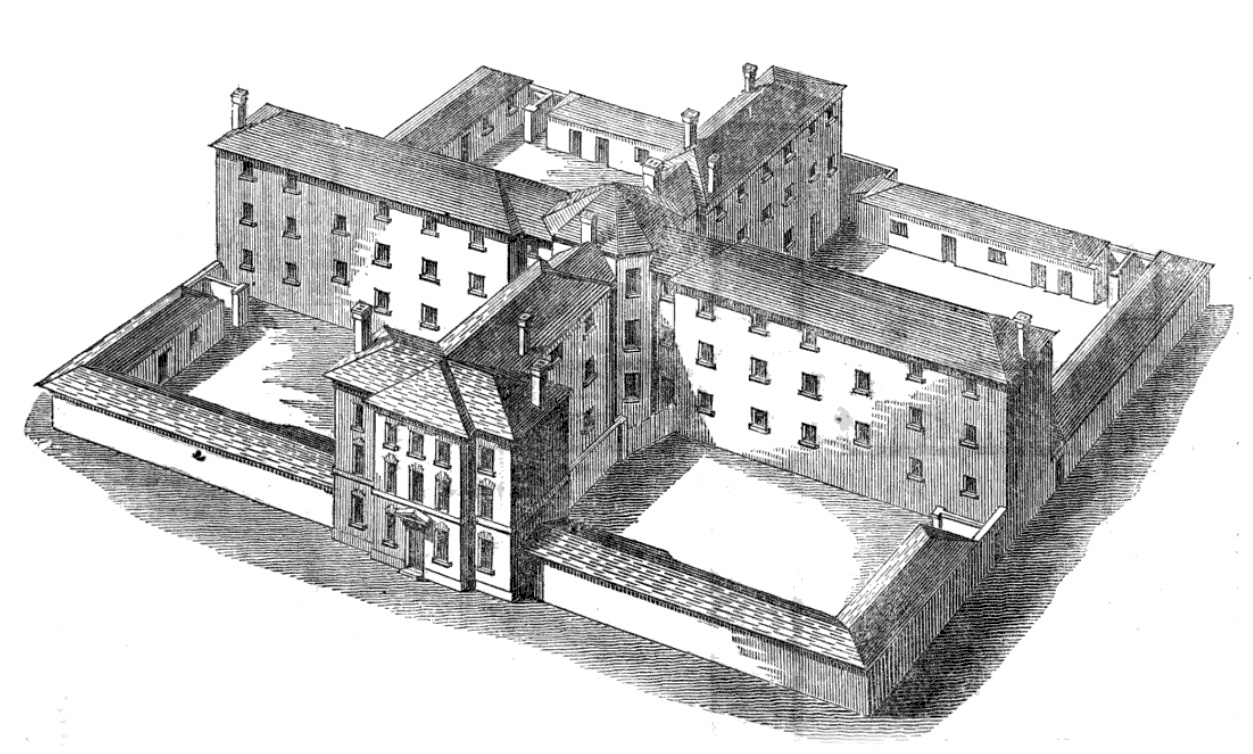
Зовнішній вигляд будівлі дому корекції в Англії

Класичну епоху Фуко характеризує як час «Великого ув'язнення» (фр. Le grand renfermement), і умовна дата початку цього «Великого ув'язнення» — згідно з Фуко, 1656 рік: в цьому році Людовик XIV підписав декрет про створення в Парижі Спільного госпіталю. В епоху «Великого ув'язнення» у Франції створюються установи, подібні Спільному госпіталю в Парижі; в цих ізоляторах утримується дуже неоднорідна категорія населення: божевільні, жебраки і бродяги, венерично хворі, гомосексуали, розпусники, чаклуни, богохульники, самогубці, марнотратні і невірні чоловіки, занепалі жінки, злочинці, лібертіни та ін. —  все, що ідеологами буржуазного остракізму визначалося як Нерозумне. У тому ж столітті подібні установи стрибкоподібно поширилися по всій Європі (в Німеччині вони називалися Zuchthäuser, в Англії — houses of correction, Bridwells, workhouses). Якщо в Середньовіччі фігуру божевільного звеличували і піддавали сакралізації, то в Новий час вона піддається секуляризації, божевілля виявляється в одному ряду з жебраками і волоцюгами, будучи вже «не таємничим пілігримом, а порушником встановленого в суспільстві порядку». Порядок при цьому розуміється дуже вузько — під ним мається на увазі сукупність заходів, що забезпечують для всіх представників населення необхідність і можливість праці. 
Таким чином, з моральної точки зору, ізоляція божевільних та інших маргіналів — всіх тих, хто бідний, нездатний працювати і не може інтегруватися в колектив, — є наслідком етичного засудження неробства. Спільний госпіталь і подібні до них установи — не тільки місце, де ізолюють і змушують до примусових робіт, а й моральний інститут, де повинні каратися і піддаватися виправленню моральні вади (і для цієї мети в розпорядженні керуючих подібними установами були такі засоби, як «стовпи, залізні нашийники, камери і підземні темниці»). У створенні таких установ проявляється прагнення Європи створити «державу моральності», де б за допомогою сили насаджувалася чеснота. Праця в той час вважалася основним моральним і релігійним обов'язком людини, критерієм її моральної та соціальної благонадійності, основою громадського порядку і добробуту, тому всякий, хто з тих чи інших причин жив не працюючи, вважався аморальним, розбещеним, небезпечним, який повинен каратися і піддаватися виправленню. Внаслідок цього бідність, злидні, а також фізична або розумова неповноцінність стали сполучатися з поняттям провини і злочину. 
З економічної ж точки зору підставою для практики ізоляції «зайвих людей» стало становлення капіталістичного способу виробництва, що призвело до виникнення безлічі безробітних (завдяки тому, що він знищив базис традиційного господарства), а також перетворило цю безліч безробітних в асоціальну силу (завдяки тому, що купівля-продаж робочої сили стала основою суспільного життя). У XVII-XVIII століттях ізоляція виконувала подвійну соціальну роль: під час економічних криз інститут ізоляції вилучав з товариства «гулящих», попереджаючи таким чином хвилювання і бунти, а в періоди повної зайнятості і високих заробітків виконував функцію поставки дешевої робочої сили. Звідси виникає еклектизм соціального складу людей, що містилися в ізоляторах, а в подальшому — виділення божевільних зі складу цих людей і їх відокремлення. 
По суті, Фуко розглядає божевілля як сутність людини, відчужену моральним порядком (розумом): «впадаючи в божевілля, людина впадає в свою істину», але разом з тим і втрачає її. Альтернативою психіатричній теорії (як і в цілому позитивістської антропології), згідно з Фуко, є ірраціоналізм, альтернативою психіатричній практиці — її революційне скасування.